# Jonathan Davis
Jonathan Howsmon Davis (n. 18 ianuarie 1971, Bakersfield, California, SUA), cunoscut și ca JD, sau JDevil, este un cântăreț, compozitor și muzician american. El este cel mai bine cunoscut ca solistul și liderul trupei de nu metal Korn. Personalitatea distinctivă a lui Davis și muzica lui Korn au influențat o generație de muzicieni și interpreți care au apărut după ei. 
Davis a co-fondat Korn în Los Angeles în 1993, odată cu dizolvarea a două trupe, Sexart și L.A.P.D. El îl condusese pe Sexart în anii săi ca asistent legist. Davis a câștigat rapid notorietate pentru spectacolele sale live intense și puternice cu Korn. Ancorat de versurile sale personale, pasionate și de vocea de tenor neobișnuită, Davis a lansat o carieră de succes care s-a întins pe aproape trei decenii, deși popularitatea sa a scăzut la mijlocul anilor 2000. Vocea lui Davis, care alternează de la un ton furios la o voce ascuțită, trecând de la un sunet atmosferic la un țipăt agresiv, a fost marca înregistrată a Korn de-a lungul carierei trupei.